# Universitetet i Bergen

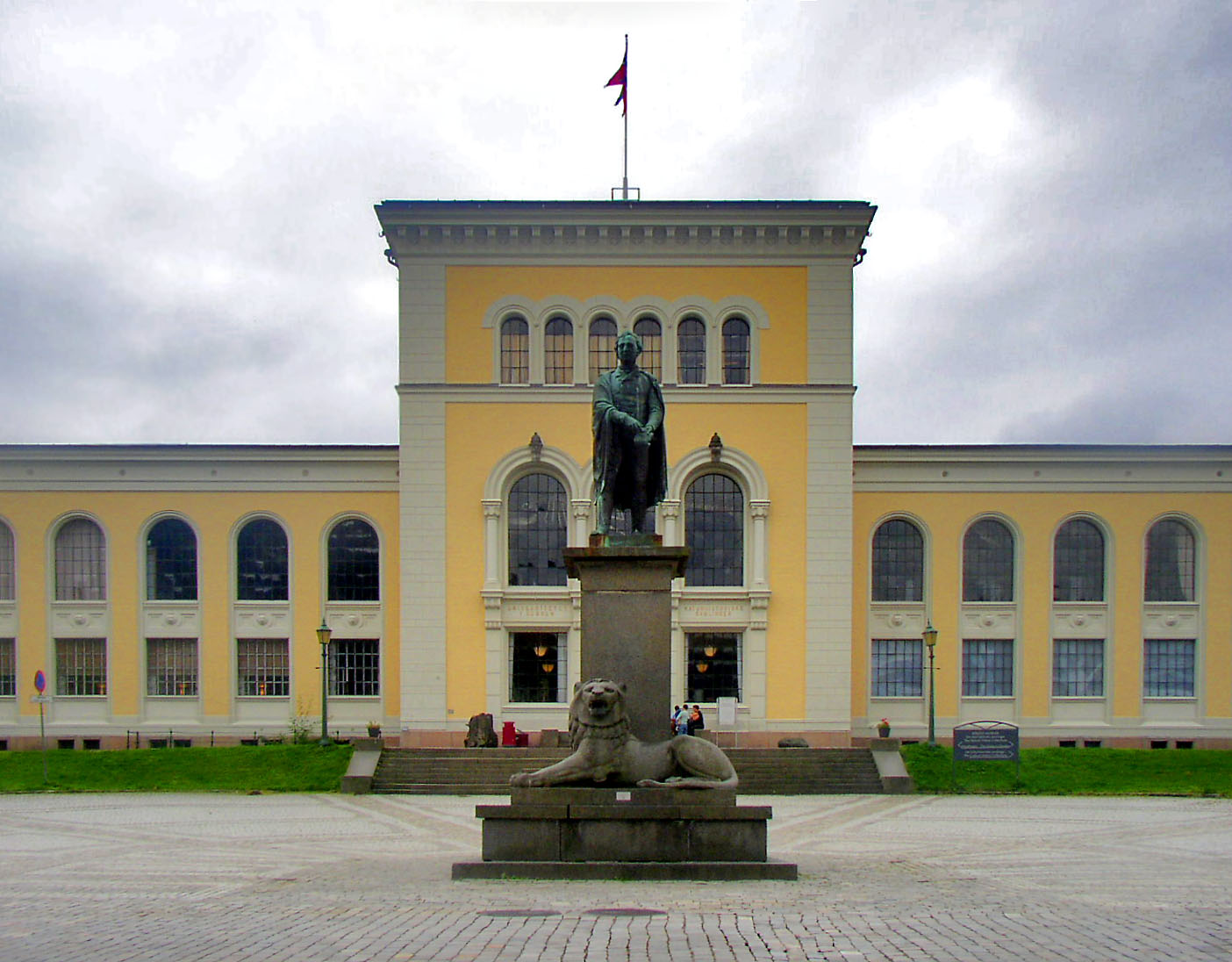
Bergen Museum

Universitetet i Bergen (UiB) är ett norskt forskningsintensivt statligt universitet i Bergen. Universitetet hade år 2019 omkring 18 000 studerande och ca. 4 000 anställda.

## Verksamhet
Universitetet har klimat/energi, havsforskning och globala samhällsutmaningar som prioriterade områden. Det omfattar de flesta klassiska universitetsdiscipliner, inklusive ämnen som medicin och juridik.
UiB är en del av Coimbragruppen av ledande europeiska forskningsuniversitet tillsammans med bland annat Uppsala universitet och av U5-gruppen av Norges äldsta och högst rankade universitet. Det rankas konsekvent bland världens en procent bästa universitet, och bland världens 50 bästa universitet inom geovetenskap och oceanografi.  Det är ett stadsuniversitet, där de centrala delarna av campus ligger i nära stadens centrum. Universitetet är både ett lärosäte och ett forskningsinstitut, organiserat sedan 2012 i sex fakulteter och runt 90 institutioner och centra.

## Historik
Det är Norges näst äldsta universitet och grundades av Stortinget i sin nuvarande form 1946 på grundval av äldre vetenskapliga institutioner på universitetsnivå som kan spåras tillbaka till 1825. Universitetet tillhör gruppen gamla universitet i Norge och är ett av de högst rankade universiteten i Norge och Norden. Sedan starten har universitetet varit ledande i Norge inom flera naturvetenskapliga discipliner som oceanografi och klimatforskning. Under efterkrigstiden var universitetet också centralt i utvecklingen av samhällsvetenskaplig forskning. 

## Fakulteter

### Den juridiska fakulteten

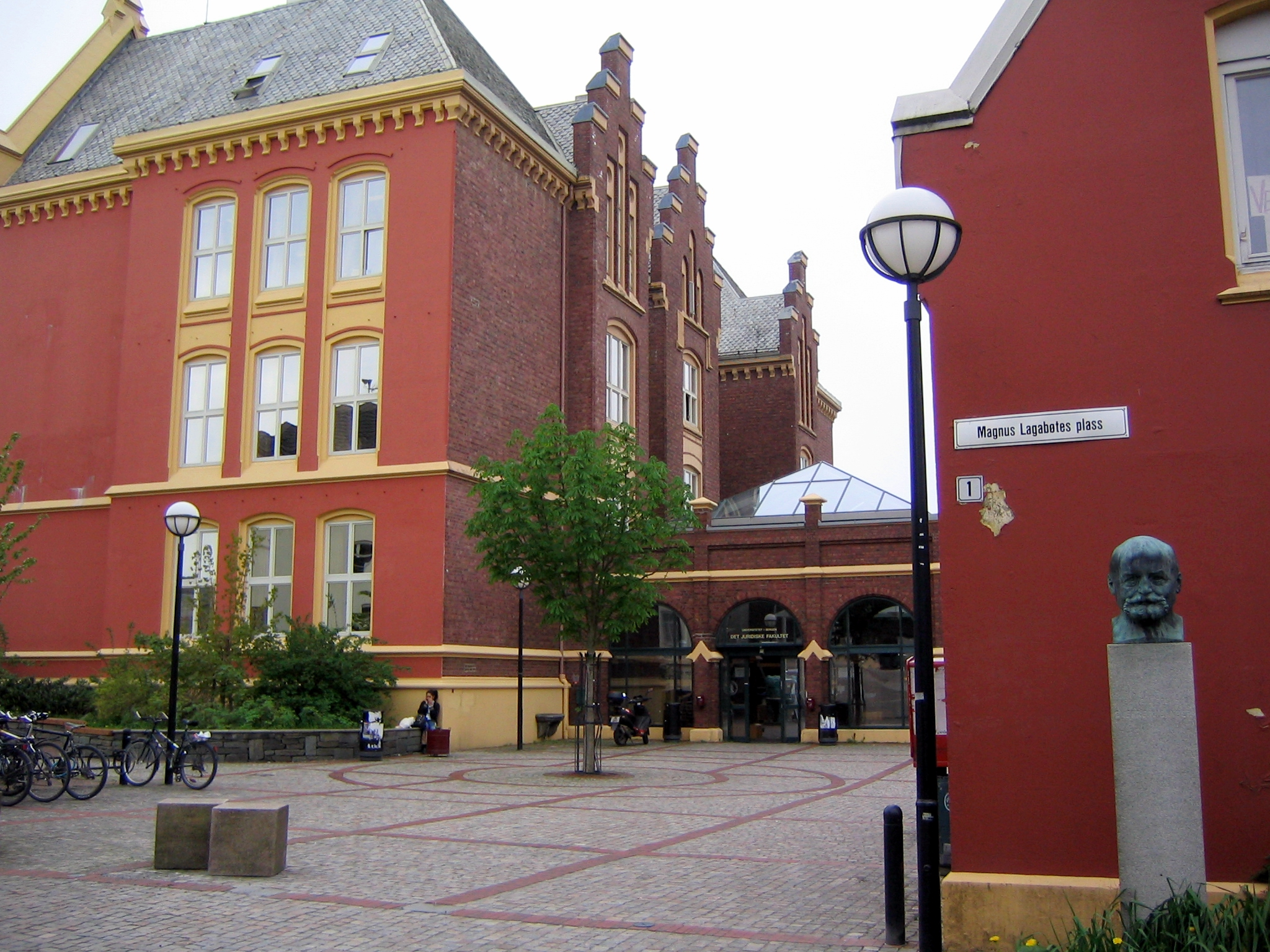
Den juridiska fakulteten, ingången från Magnus Lagaböters plats

Den juridiska fakulteten vid universitetet upprättades först år 1980 efter att det hade förekommit undervisning i rättsvetenskap vid universitetet sedan 1969. Fakulteten är ett av de tre institutioner som erbjuder undervisning i rättskunskap i landet. De andra två är Universitetet i Oslo och Universitetet i Tromsø.
Fakulteten har cirka 1 900 studenter med studierätt och närmare 60 anställda i professorat-, amanuens-, universitetslärare och stipendiatpersonal. Fakultetsadministrationen består av cirka 25 personer. Utbudet består av ett femårigt integrerat mastersprogram och ett treårigt fil dr.-program. Dessutom omfattar finns i en övergångsfas cand. jur.- samt Dr. juris.-studierna.
Fakulteten mottog utvecklingskvalitetspriset år 2004 för sitt arbete med det nya mastergradsstudierna i rättsvetenskap.
Byggnaden ligger på Dragefjellet, på nordänden av Nygårdshøyden. Utöver en moderniserad skolbyggnad från 1891, som huvudsakligen innehåller läsesalar och ett auditorium, fick fakulteten år 1995 ett modernt nybygge med tre auditorier, kantiner, administration, bibliotek, Europeiska dokumentationscenter och studenternas egen klubb "Fjøset" och kaféet "Traumaten". Vid nybygget tillkom även fler läsesalar.

### Den matematisk-naturvetenskapliga fakulteten

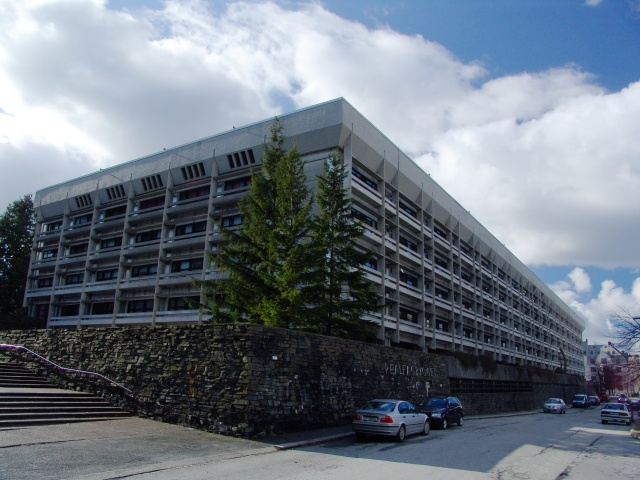
Naturvetenskapsbyggnaden

Fakulteten har cirka 2 700 studenter och undervisning sker på tre olika nivåer. Fakulteten har även 8 institut som är grundstammen för forskning och undervisning. Vid fakulteten finns det cirka 500 anställda personer i vetenskapliga och teknisk/administrativa ställningar.

### Den medicinsk-odontologiska fakulteten
Efter en omorganisering 1 januari 2013 har fakulteten fem storinstitutioner: 
- Institutionen för biomedicin
- Klinisk institution 1
- Klinisk institution 2
- Institutionen för klinisk odontologi
- Institutionen för global hälsa och samhällsmedicin

Till Institutionen för global hälsa och samhällsmedicin hör det fakultetsövergripande Centre for International Health.
Det mesta av fakultetens verksamhet är förlagd till området omkring Haukeland universitetssykehus, det vill säga ett par kilometer söder om Nygårdshöjden där de övriga fakulteterna är lokaliserade.

### Den humanistiska fakulteten

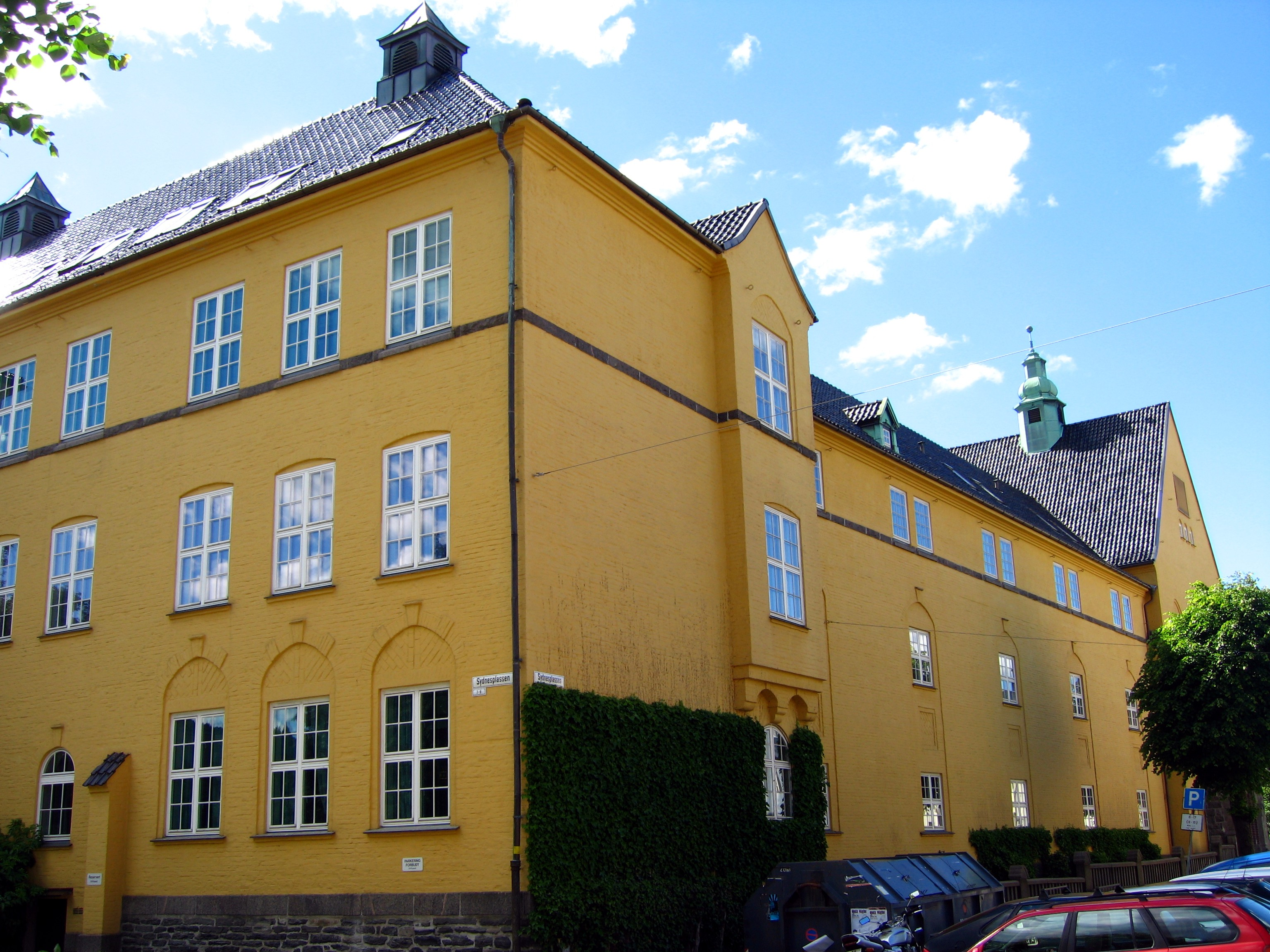
Den humanistiska fakultetens lokaler vid Sydneshaugen skole